# Маршалл, Каллум
Каллум Маршалл (англ. Callum Marshall; 28 ноября 2004) — североирландский футболист, нападающий английского клуба «Вест Хэм Юнайтед» и сборной Северной Ирландии.

## Клубная карьера
Уроженец Гленгормли (графство Антрим, Северная Ирландия), Маршалл начал футбольную карьеру в академии «Линфилда». 2 ноября 2021 года дебютировал в основном составе «Линфилда» в матче Кубка североирландской лиги против клуба ПСНИ, отметившись в нём забитым мячом. 30 ноября 2021 года дебютировал в североирландском Премьершипе в матче против «Каррик Рейнджерс».
В январе 2022 года перешёл в английский клуб «Вест Хэм Юнайтед», первоначально как игрок футбольной академии лондонской команды. В сезоне 2022/23 «молотобойцам» выиграть Молодёжный кубок Англии, забив гол в финальном матче, в котором «Вест Хэм Юнайтед» разгромил «Арсенал» со счётом 5:1.

## Карьера в сборной
Выступал за сборные Северной Ирландии до 18, до 19 лет и до 21 года.
16 июня 2023 года дебютировал за главную сборную Северной Ирландии в матче против сборной Дании. В концовке матча забил гол, но его отменили видеопомощники судьи (VAR). Если бы не отмена гола со стороны VAR, североирландцы сыграли бы вничью с датчанами.

## Достижения
«Вест Хэм Юнайтед»
- Обладатель Молодёжного Кубка Англии: 2023